# 海南神社
海南神社（かいなんじんじゃ）は、神奈川県三浦市三崎にあり、三崎漁港から市街地を少し山手に入った地点に鎮座する神社。相模国三浦総鎮守であり、藤原資盈（ふじわらのすけみつ）、資盈の后である盈渡姫（みつわたりひめ）、筌龍弁財天（せんりゅうべんざいてん）（三浦七福神）、地主大神等が祀られている。源頼朝の敬神の念が厚かった神社であり、頼朝お手植えの御神木や、龍神様の形をした御神木等がある。

## 祭神
- 藤原資盈（ふじわらすけみつ）
- 藤原盈渡姫（ふじわらみつわたりひめ）
- 地主大神（じぬしおおかみ）
- 素戔嗚尊（すさのお）
- 天日鷲神（あめのひわしのかみ）
- 菅原道真（すがわらのみちざね）
- 筌龍弁財天（せんりゅうべんざいてん）

## 歴史
清和天皇の治世、藤原資盈は皇位継承争いに絡み、讒訴を被って左遷された。貞観6年（864年）、任地の筑紫国へ赴く途中で暴風によって三浦半島に漂着し、当地の長に推戴された。その後、資盈は房総の海賊を平定した上で、福祉に努めたことから地元民に崇敬され、貞観8年（866年）に資盈が没すると、地元民は祠を建てて祀った。
天元5年（982年）には現在の地に社殿が建立され、三浦郡の総社となった。
治承4年（1180年）、源頼朝の挙兵に呼応した和田義盛は衣笠城で畠山・江戸の諸軍と戦ったものの落城、海路房州に逃れた。折悪しく大暴風雨に遭遇し、流されて兵糧が尽きた時、龍神様に御加護を祈ったところ｢筌｣という竹製の漁具が流されてきた。辛うじてこちらを用いて魚を捕り、主従飢えをしのぐことが出来た。そして、この地に｢筌｣を祀り、弁財天堂を建立した。
文治元年（1185年）、源頼朝が神社に敬神の念が厚く、祈願成就の記念として、雌雄の大銀杏の御神木をご寄進になられたと伝えられる。
寛永17年（1640年）に池が寄進されたと言い伝えられる。池の中には「水神様」と呼ばれる高さ約2.4メートル、幅約1.9メートルの石碑があり、神像や武人、天狗、修験僧など9体の像が彫られている。かつては、三崎の漁師が出漁する際に海上安泰を祈ったとされる。石碑の制作年や作者は詳細不明。
承応2年（1653年）には正一位に列せられ、享保4年（1719年）には三浦半島の総鎮守となった。
1873年（明治6年）に郷社となり、1907年（明治40年）には神饌幣帛料共進神社に指定されている。
2009年（平成21年）、チャッキラコがユネスコ無形文化遺産に登録された。
2011年（平成23年）3月22日、本殿・幣殿・拝殿が神奈川県指定重要文化財（建造物）に指定された。
2021年（令和3年）9月に京急油壺マリンパークが閉館した際、「どうぶつ七福神」は海南神社が引き取っている。

## 境内
- 本殿 - 神明造。
- 幣殿 - 切妻造。
- 拝殿 - 権現造。
- 神楽殿
- 社務所
- 駐車場
- 御神水 - 社務所の隣りの駐車場に御神水を汲める蛇口がある。
- 休憩室 - 社務所の隣りにある。
- 参集殿
- 御神木 - 源頼朝がお植えになられた大銀杏の御神木で、雌株の方は枝が垂れ下がっており、まるで女性の乳房のようになっている。母乳が出にくい方にご利益があると慕われており、古来より女性が願掛けに触りに来る風習が続いている。雄株は龍神様の形になっている。真冬でも、龍神様のたてがみと髭の部分の草は、鮮やかな緑色をしている。11月頃には、実った生の銀杏が社務所で販売される。三浦市指定天然記念物で、樹齢は約800年。

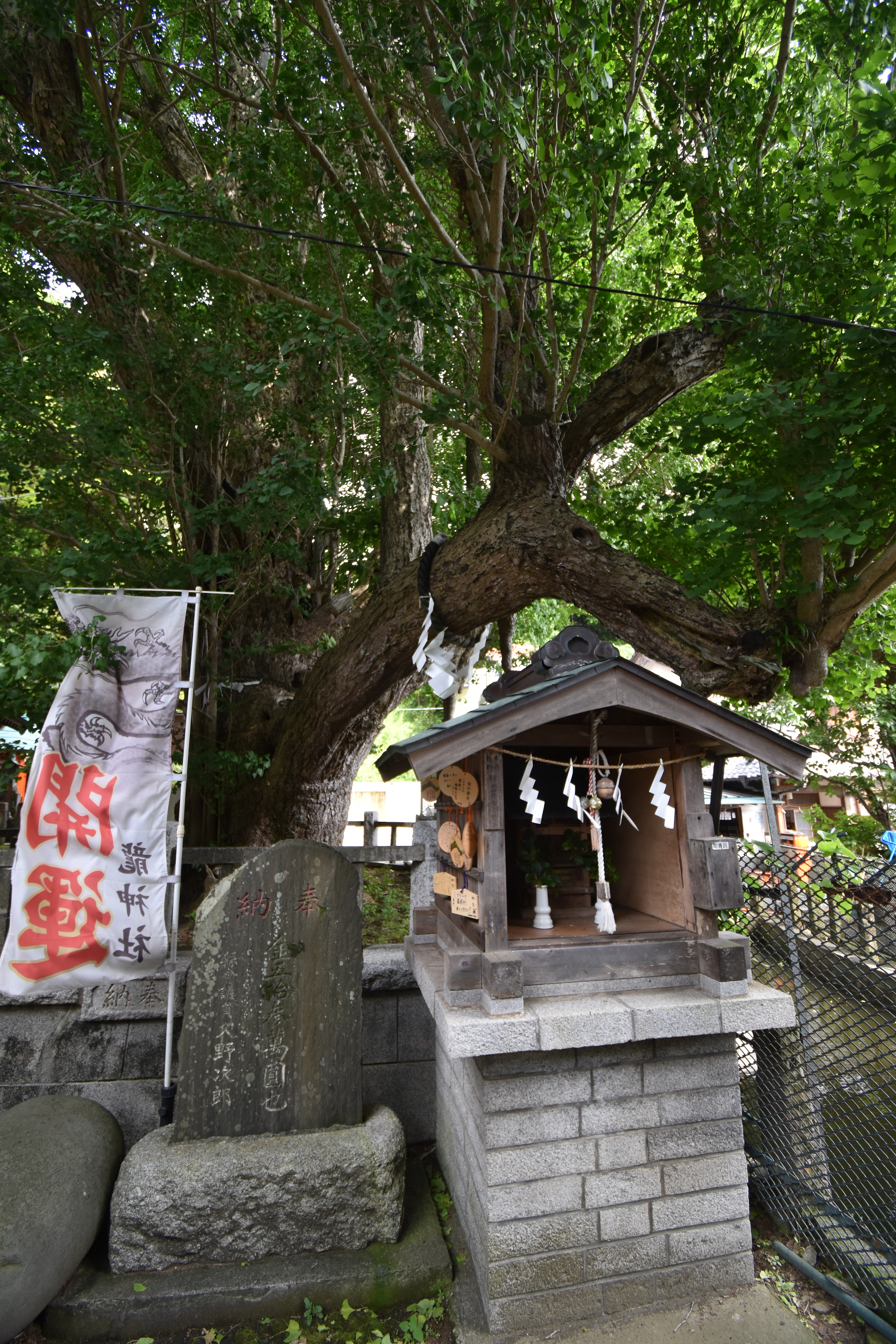
龍神様の御神木

- 子産石（こうみいし）- 良縁、子宝、安産の石。源頼朝がお植えになられた御神木（雌株）の近くにある。願いを込めながら子産石に触れると御利益がある。
- 七福神 - 三浦七福神の筌龍弁財天。この弁財天は、八臂で八本の手を持ち、左手に弓、刀、斧、羂索（けんさく）を、右手に箭、三鈷戟（さんこげき）、独鈷杵（とっこしょ）、輪を持ち、また琵琶を引く。大漁満足、福徳財宝、容色端正、弁智増上、芸能上達等の御神徳を叶える弁財天の女神様。

### 境内社
- 龍神社、水神社 - 龍神様の形をした御神木がある。運気隆昌、水難除、商売繁盛、開運厄除。
- 疱瘡神社 - 源為朝を御祭神とする。疱瘡退散、ウイルス除、武道向上。
- 相州海南高家神社 - 磐鹿六雁命（いわかむつかりのみこと）を御祭神とする。食の神様。料理技術上達、鳥獣魚菜供養。
- 御霊神社 - 鎌倉権五郎景政を御祭神とする。眼病平癒、病気平癒、必勝招来。
- 福徳稲荷神社 - 豊受比売神を御祭神とする。家内安全、商売繁盛、大漁満足、生業弥栄。
- 神馬社（しんめしゃ） - こちらに祀ってある木造の神馬は、昔神社の神馬が逃げ出したところ、たちまち疫病が蔓延したので、この神馬を奉納したところ、疫病も鎮まったという。この神馬に祈ると、脚気や足の病気が治ると言われている。
- 金毘羅宮 - 大物主大神を御祭神とする。海上安全、大漁満足、商売繁盛。
- 伊勢皇大神宮 - 天照大御神を御祭神とする。国家安穏、国民幸福。

## 主な神事
- 1月1日の午前0時頃 - 歳旦祭 - 神社境内の神楽殿で、獅子舞が行われる。有料で獅子に邪気払いをして頂くことが出来る。
- 1月9日 - 初神楽
- 1月15日 - チャッキラコ（ユネスコ無形文化遺産、国指定重要無形民俗文化財）
- 2月21日 - 春祭
- 4月中旬頃 - 食の神フェスティバル - 神社境内の神楽殿で、鮪を捌く儀式等がある。三浦野菜や和菓子とお抹茶等が無料で配られる。
- 6月第1土曜 - 八雲祭（やぐもさい、地元では「おてんのうさま」と呼称）
- 6月末日 - 大祓
- 7月の海の記念日の前の土曜、日曜日の2日間 - 夏例大祭（三浦市指定重要無形民俗文化財）- 江戸時代より挙行されてきた祭礼。明治中期に海上渡御から陸上渡御に改変された。三崎下町一帯で繰り広げられる神輿渡御は、港町らしく江戸時代の伝統を引き継ぎ、行道獅子に続く神輿、山車、木遣りにお囃子と見どころが多い。最終日の夜には神社に神輿が収められる。最終日の翌日等には行道獅子の毛が配布され、獅子の毛を身に付けると一年間風邪を引かないと言われており御利益がある。
- 11月初めの未(ひつじ）の日の翌日、翌々日の申（さる）、酉（とり）の両日の17時開始21時終了（予定）演目により時間の変更あり - 面神楽（三浦市指定重要無形民俗文化財）- 神社境内の神楽殿で奉納される。関東では一般的に里神楽・神代神楽などと称されるが、三崎では面を被る事から「面神楽」という。演目は現在まで「国固め」「恵比寿の舞」「湯立」「岩戸開き」等、多くの演目が伝承されており、「国固め」で始まり、最後は「岩戸開き」で終わる。演目中には、海神に漁の安全や大漁祈願を願った「恵比寿の舞」や「浦島太郎」、世の中を平和にする泰平の舞を舞う「三人囃子」等、漁業を中心に発展してきた三崎特有のものもある。夕方から夜にかけて、神様や天狗やひょっとこ等の博物館でしか拝見する事が出来ない様な大変歴史を感じる衣装で舞いが行われる。海南神社面神楽神楽師会により継承され、三浦市指定重要無形民俗文化財として保存されている。
- 11月25日 - 秋祭
- 12月末日 - 大祓

## アクセス
- 京急久里浜線三崎口駅から京浜急行バス乗車、三崎港下車、北へ徒歩2分。
  - <三10><三26><須7>　三崎港（三崎東岡経由）
  - <三61>　浜諸磯（三崎東岡・三崎港経由）
  - <三8>　通り矢（三崎東岡・三崎港経由）
  - <三9>　城ヶ島（三崎東岡・三崎港経由）
- 京急久里浜線三浦海岸駅から京浜急行バス乗車、三崎港下車、北へ徒歩2分。
  - <海31>　三崎港（引橋・三崎東岡経由）
  - <海35>　三崎東岡（剱崎・三崎港経由）

- 駐車場 - 参道を真っ直ぐ進み、鳥居手前の右側にある坂を登る。社務所の隣りにある。

## 関連文献
- 「衣笠庄 海南明神社」『大日本地誌大系』 第40巻新編相模国風土記稿5巻之111村里部三浦郡巻之5、雄山閣、1932年8月。NDLJP:1179240/139。
- 内海延吉『ちゃっきらこ風土記 漁師町の民俗ノート』（三浦市民俗シリーズ 6）三浦市教育委員会、1990年
- 海南神社面神楽保存神楽師会『三浦三崎 面神楽点描』海南神社面神楽保存神楽師会、1999年
- 三浦市教育委員会『海南神社の面神楽 上巻』（三浦市民俗シリーズ 7）三浦市教育委員会、1991年
- 三浦市教育委員会『海南神社の面神楽 下巻』（三浦市民俗シリーズ 8）三浦市教育委員会、1992年
- 三浦市教育委員会『三浦の文化財 第20集』三浦市教育委員会、1994年
- 三浦市教育委員会『三浦三崎のチャッキラコ』（三浦市民俗シリーズ 14）三浦市教育委員会、2009年